# Parambassis ranga
Parambassis ranga е вид бодлоперка от семейство Ambassidae. Видът не е застрашен от изчезване.

## Разпространение и местообитание
Разпространен е в Бангладеш, Индия (Бихар, Джаркханд, Западна Бенгалия, Мадхя Прадеш, Махаращра и Ориса), Камбоджа, Малайзия (Западна Малайзия), Мианмар, Непал и Пакистан.
Обитава сладководни и полусолени басейни и реки. Среща се на дълбочина около 1,5 m.

## Описание
На дължина достигат до 8 cm.
Популацията на вида е стабилна.